# Kevin Love
Kevin Wesley Love, född 7 september 1988 i Santa Monica i Kalifornien, är en amerikansk basketspelare. Han spelar för Utah Jazz i NBA som power forward.

## Landslagskarriär
Kevin Love var med och spelade laget som vann OS-guld i basket för herrar 2012 i London.

## "The BIG Three" - Cleveland Cavaliers
Kevin Love började spela för Cleveland Cavaliers för första gången säsongen 2014/2015 och blev då utnämnd till "The BIG Three" i Cleveland tillsammans med LeBron James och Kyrie Irving. Cleveland Cavaliers blev tvåa säsongen 2014/2015 men säsongen därefter vann de slutspelen.

## Lag
- Minnesota Timberwolves (2008–2014)
- Cleveland Cavaliers (2014–)